# Phytometra semipurpurea
Phytometra semipurpurea là một loài bướm đêm trong họ Erebidae.